# Stanley Matthews
Sir Stanley Matthews (n. 1 februarie 1915, Hanley⁠(d), Anglia, Regatul Unit al Marii Britanii și Irlandei – d. 23 februarie 2000, Newcastle-under-Lyme, Anglia, Regatul Unit) a fost un jucător de fotbal din Marea Britanie. Este considerat unul dintre cei mai buni jucători englezi, singurul care a fost făcut „Sir” în timp ce mai juca, a fost primul jucător care a câștigat Balonul de Aur și primul care a câștigat Football Writers' Association Footballer of the Year. A fost poreclit The Wizard of the Dribble și The Magician. Era un vegetarian convins  și a stat în formă îndeajuns încât să poată juca în prima ligă până la 50 de ani, asta făcându-l cel mai bătrân fotbalist care a jucat în Premier League (prima ligă de fotbal din Marea Britanie). A jucat ultimul lui meci în anul 1970, la 55 de ani pentru Hibernians în Malta. A fost inclus în English Football Hall of Fame în 2002 pentru contribuțiile sale aduse fotbalului englez.
A petrecut nouăsprezece ani la Stoke City, jucând la această echipă între anii 1932-1947 și 1961-1965. A ajutat-o pe Stoke să câștige a doua ligă engleză în sezoanele 1932–1933 și 1962–1963. Între perioadele jucate pentru Stoke, Matthews s-a transferat la Blackpool, fiind jucătorul acestei echipe timp de paisprezece ani. Aici a câștigat Cupa Angliei în 1953 (cunoscută ca Finala lui Matthews), pierzând finalele din 1948 și 1951. Între 1937 și 1957 a strâns 54 de selecții la echipa națională de fotbal a Angliei, participând la Campionatul Mondial de Fotbal 1950 și 1954 și câștigând și de nouă ori British Home Championship. După o perioadă lipsită de succes în postura de manager general al echipei Port Vale între 1965 și 1968, a călătorit în jurul lumii antrenând echipe de amatori. Cea mai cunoscută experiență a sa ca antrenor a fost cea în care a format o echipă în Soweto, numai din africani negri, poreclită „Stan's Men”, în ciuda apartheidului.

## Cariera ca jucător

### Stoke City
Deși Matthews era suporterul lui Port Vale încă de mic, și în ciuda interesului arătat de echipe precum Wolverhampton Wanderers, Birmingham City, Aston Villa și West Bromwich Albion, Tom Mather l-a convins pe tatăl lui Matthews să se alăture staffului lui Stoke City ca ajutor în birou la cea de-a cincisprezecea aniversare a sa, pe un salariu de o liră sterlină pe săptămână. A activat la echipa de rezerve a lui Stoke în sezonul 1930–1931, debutând într-un meci cu Burnley; după meci tatăl i-a transmis că: „Te-am văzut jucând mai bine și te-am văzut jucând mai prost.”
În sezonul 1931–1932 a jucat 22 de meciuri pentru echipa de rezerve a lui Stoke, îmbunătățindu-și jocul de la meci la meci. Într-una dintre partide, cea împotriva echipei de rezerve a lui Manchester City, a încercat să treacă de fundașul stânga printr-o fentă care să-l oblige pe fundașul advers să faulteze, în loc să procedeze cum se obișnuia atunci, și adică să aștepte ca fundașul să fugă spre el  – noua sa tehnică a „mers ca unsă”. Presa națională prezicea un viitor strălucit pentru tânărul Matthews, anunțând totodată faptul că deși ar putea juca la orice club de fotbal din țară, a semnat un contract de profesionist cu Stoke la vârsta de șaptesprezece ani. Plătit cu salariul maxim de 5£ pe săptămână (3£ în vacanța de vară), el a primit această ofertă deși nu a jucat niciun meci la echipa mare. Chiar dacă Matthews avea un salariu destul de mare, tatăl său a insistat ca el să strângă banii și să-i cheltuiască numai pe cei proveniți din bonusuri. A debutat la echipa mare a lui Stoke într-un meci cu Bury pe Gigg Lane la 19 martie 1932; „Olarii” au câștigat meciul cu 1–0 iar Matthews a învățat cum să se descurce printre jucători care stăteau bine la capitolul fizic, dar jucau murdar, și cum să se descotorosească de ei.
După ce și-a petrecut vacanța de dinainte de sezonul 1932–1933 pregătindu-se intens (față de colegii săi care jucau golf), Mather l-a folosit pe Matthews în cincisprezece meciuri, destule cât să primească medalia de campion după ce Stoke a câștigat a Doua Divizie Engleză, cu un punct mai mult decât Tottenham Hotspur. Pe 4 martie 1933 a înscris primul gol la seniori într-un meci câștigat cu 3-1 în fața rivalei locale Port Vale pe The Old Recreation Ground.
A apărut în 29 din meciurile jucate de Stoke City în sezonul 1933–1934, terminând sezonul pe locul al doisprezecelea. A continuat să progreseze în sezonul 1934–1935, fiind ales de The Football League pentru un meci între ligi cu reprezentanta Ligii Irlandeze pe The Oval, câștigat de englezi cu scorul de 6–1. A urmat debutul la naționala mare și un alt meci, de această dată împotriva Ligii Scoțiene. Stoke a terminat sezonul pe locul al zecelea.
În sezonul 1935–1936 Matthews și-a adăugat dubla fentă din corp în arsenalul său de trucuri. Nu a fost convocat la națională dar a strâns 45 de meciuri pentru Stoke, care a terminat campionatul pe locul al patrulea sub mandatul lui Bob McGrory – cel mai bun loc ocupat de echipă în prima divizie. În următorul sezon a apărut în 42 de partide, inclusiv în cea mai mare victorie a lui Stoke: 10–3 cu West Brom în meciul jucat pe Victoria Ground. La sfârșitul sezonului a fost recompensat cu un bonus de £650, deși conducerea lui Stoke a insistat inițial că el ar merita să primească doar £500 din moment ce în primii doi ani ai săi la club a jucat doar la amatori — această atitudine avea să-i lase lui Matthews un gust amar.
Stoke a căzut în sezonul 1937–38 până pe locul al șaptesprezecelea, și, deranjat de zvonurile care circulau prin oraș conform cărora colegii săi erau invidioși pe jocul său făcut la prima reprezentativă a Angliei, Matthews a cerut să fie transferat în februarie, cerere care a fost refuzată. Dorința sa a devenit publică, și, deranjat de atenția și de neplăcerile provocate de suporterii lui Stoke care îl rugau să rămână la echipă, Matthews a decis să ia o pauză de câteva zile pentru a se relaxa în Blackpool. Nu și-a găsit liniștea nici aici. Președintele lui Stoke, Albert Booth, i-a transmis lui Matthews că nu îl va lăsa să părăsească clubul, iar 3000 de suporteri ai echipei au organizat un miting pentru a-și face cunoscută dorința, aceea ca Matthews să rămână la club. Suporterii au reușit în cele din urmă să-l convingă să rămână. În sezonul 1938–1939 Matthews a fost convocat la națională și a reușit să joace în 38 de meciuri pentru Stoke, ajutând-o să termine pe poziția a șaptea. Până în 1946 nu s-a mai desfășurat un alt sezon complet al Football League.
Războiul l-a costat pe Matthews cariera de fotbalist profesionist între vârsta de 24 și 30 de ani. A fost nevoit să se alăture Royal Air Force, care avea baza în apropiere de Blackpool, avându-l ca subofițer pe Ivor Powell. A fost promovat în grad de caporal, deși a recunoscut că a fost unul dintre cei mai îngăduitori și mai nepăsători gradați din forțele armate. A jucat 69 de meciuri în Wartime League și în Cupă pentru Stoke, precum și 87 de meciuri pentru Blackpool. În afara celor două echipe engleze, a mai jucat și pentru echipele scoțiene Airdrieonians, Morton și Rangers, dar și pentru Arsenal în meciul cu FC Dinamo Moscova desfășurat pe o ceață deasă. A mai apărut și în 29 de meciuri ale Angliei, deși selecțiile nu au fost luate în considerare, ele fiind meciuri neoficiale. Unul dintre ultimele meciuri din perioada războiului a fost manșa retur a sfertului de finală al FA Cup dintre Stoke și Bolton Wanderers; meciul s-a terminat cu o tragedie care avea să fie cunoscută ca Dezastrul de pe Burnden Park – 33 de oameni au murit și 500 au fost răniți Matthews a contribuit cu £30 la fondul pentru dezastru și nu s-a putut antrena în zilele ce i-au urmat.
The Football League și-a reluat activitatea normală în sezonul 1946-1947, Matthews jucând 23 de meciuri de ligă, contribuind la 30 din cele 41 de goluri marcate de echipă. Stoke și-a egalat recordul, ocupând din nou locul al patrulea, la numai două puncte de campioana Liverpool după ce a pierdut meciul cu Sheffield United în ultima etapă a sezonului. În luna februarie Matthews abia și-a revenit după o accidentare la genunchi când antrenorul McGrory l-a anunțat că nu intră în vederile sale pentru meciul cu Arsenal; lucru considerat de presă drept o greșeală. Relațiile dintre McGrory, conducerea lui Stoke City și Matthews au fost întotdeauna reci, deși s-a dovedit încă o dată că zvonurile conform cărora jucătorii s-au aliat împotriva lui Matthews au fost false. Rechemat în lot pentru meciul cu Brentford, Matthews a intrat în ultimul minut al partidei, înlocuindu-l pe accidentatul Bert Mitchell. Matthews a cerut din nou să fie transferat, lucru acceptat de această dată de conducerea lui Stoke. Și-a dorit să ajungă la Blackpool mai ales că a locuit în acea zonă în timpul serviciului militar. Stoke a fost de acord cu mutarea cu o condiție: ca ea să rămână secretă până la sfârșitul sezonului, astfel încât să nu influențeze oferta clubului. Secretul a fost dezvăluit în numai câteva ore, după ce o persoană anonimă a informat presa.

### Blackpool
Pe 10 mai 1947, imediat după meciul Marii Britanii împotriva Restului Europei desfășurat la Glasgow (câștigat de britanici cu 6–1), a fost transferat pentru 11.500£, la vârsta de 32 de ani. Meciul în sine a strâns 30.000£ pentru cele patru națiuni britanice, iar fiecare jucător a primit 14£ fiecare. Matthews a decis să-i doneze fotbalului juvenil.
„Ai 32 de ani, crezi că o mai poți duce doi ani?” – antrenorul lui Blackpool Joe Smith în 1947.
Smith i-a transmis lui Matthews: „nimic nu te oprește ... exprimă-te în joc în felul tău și orice ai face pe teren, fă-o conștientizând faptul că ai tot sprijinul meu.” A așezat în fața lui Matthews o linie de atac talentată, formată din Stan Mortensen, Jimmy McIntosh și Alex Munro; dorind ca echipa sa să practice un fotbal spectaculos. Blackpool a terminat sezonul pe locul al nouălea și a ajuns în Finala Cupei Angliei din 1948. La 23 aprilie 1948, chiar înainte de finală, Matthews a câștigat premiul de Fotbalistul FWA al anului. Deși a condus în două rânduri, Blackpool a pierdut partida cu 4–2 în fața lui Manchester United antrenat de Matt Busby, cu Matthews pasând decisiv la golul doi înscris de Mortenson pentru Blackpool.
O accidentare l-a făcut să piardă câteva meciuri din sezonul 1948–1949, jucând în numai 28 de meciuri, cu Blackpool chinuindu-se să obțină locul al șaisprezecelea. Și-a petrecut vacanța de vară într-un turneu cu teatrul la care lucra fratele său Ronnie, accidentându-se la gleznă chiar la unul dintre meciurile caritabile jucate în această perioadă. Blackpool a terminat pe locul al șaptelea în sezonul 1949–1950 și, deși nu erau pretendenți la titlu, spectatorii veneau să asiste la fotbalul spectaculos pe care îl afișau. În această perioadă a primit salariul maxim permis unui jucător profesionist – £12 pe săptămână.
În sezonul 1950–1951 Blackpool a terminat pe ultima treaptă a podiumului, iar Matthews a jucat în 44 de meciuri în ligă și cupă. A menționat ca cele mai importante partide din sezon victoria cu 2–0 în fața lui Sunderland, egalul 4–4 cu Arsenal și înfrângerea cu 4–2 cu Newcastle United. A ajuns și în Finala Cupei Angliei 1951, fiind favoriți să o învingă pe Newcastle; totuși Matthews a fost nevoit să se mulțumească cu medalia de finalist, din cauza dublei lui Jackie Milburn.
După ce s-a reaccidentat la gleznă în noiembrie, a ratat mare parte din meciurile din sezonul 1951–1952, fiind forțat să-și petreacă mare parte din timp lucrând la hotelul condus de el și soția sa. În această perioadă Matthews exclude carnea roșie din dieta sa și se pregătește să devină vegetarian. Din acel moment, noul antrenor al lui Stoke, Frank Taylor, a propus ca Matthews să fie readus la club; toate părțile au fost de acord până când Joe Smith l-a convins să rămână cu un discurs inspirațional prin care i-a promis lui Matthews că încă este posibil ca el să câștige Cupa Angliei, mărturisindu-i faptul că „multă lume crede că sunt nebun, dar chiar dacă ai 37 de ani, eu cred că mai ai multe de arătat în fotbal.”
Deși a fost nevoit să stea pe tușă timp de trei luni din cauza unei accidentări musculare, sezonul 1952-1953 s-a dovedit a fi unul conform cu discursul lui Smith, Matthews reușind la vârsta de 38 de ani să-și adjudece medalia de câștigător al Cupei Angliei, într-un meci în care, în ciuda hat-trickului lui Mortensen, este cunoscut sub denumirea de „Finala lui Matthews”. Bolton conducea cu scorul de 3-1 înainte cu 35 de minute de finalul partidei, dar Matthews a făcut „jocul vieții” într-una din „cele mai bune finale de Cupă a Angliei din toate timpurile” conducându-și echipa în drumul spre victorie și aducând scorul la 4–3. El a susținut întotdeauna că meritul pentru victorie a fost al echipei, și în special al lui Mortensen, neacceptând niciodată supranumele de „Finala lui Matthews”.
Le-a ajutat pe „tangerine” să se claseze pe locul al șaselea în sezonul 1953–1954, dar speranțele de a păstra trofeul pentru încă un an au fost spulberate după înfrângerea din a cincea rundă administrată de Port Vale pe Vale Park. Matthews a ratat numai opt meciuri de campionat în sezonul 1954–1955, deși jurnaliștii abia așteptau să-i anunțe retragerea după fiecare joc mai prost sau din care a lipsit – „niște baliverne”, a răspuns el. În ciuda vârstei sale, și mai exact din cauza știrilor din presă legate de vârsta sa, antrenorul lui Arsenal, Tom Whittaker, a încercat, fără succes, să-l deturneze pe Highbury cu o abordare lucrativă, oarecum ilegală.
În sezonul 1955-1956 Blackpool termină campionatul pe a doua poziție, grație talentelor aduse de antrenorul Joe Smith, între care se numărau Jackie Mudie și Jimmy Armfield. Echipa a terminat la unsprezece puncte în spatele campioanei Manchester United. Matthews considera că jocul prestat în victoria cu 3–1 împotriva lui Arsenal a fost unul din cele mai bune făcute de el. La sfârșitul acestei campanii, Matthews a fost primul câștigător al Balonului de Aur, învingând-ul în sondaj pe Alfredo Di Stéfano, cu 47 la 44 de voturi.
Rămânând un jucător-cheie în angrenajul echipei de-a lungul sezonului 1956–1957, accidentările l-au făcut să apară în numai 25 de meciuri de ligă, iar echipa a terminat pe locul al patrulea. Matthews a înscris cel de-al optsprezecelea și ultimul gol pentru Blackpool într-o victorie în campionat în fața lui Tottenham Hotspur, încheiată cu scorul de 4–1 pe Bloomfield Road la data de 3 septembrie 1956. Blackpool a terminat sezonul 1957–1958 pe locul al șaptelea, fiind și ultimul sezon al lui Joe Smith pe banca „tangerinelor”.
Înlocuitorul lui Smith a fost Ron Suart, care a vrut ca Matthews să stea deoparte, și nu a apreciat contribuția sa la joc în felul în o făcea Joe Smith. Suart l-a ținut pe Matthews mai mult rezervă, jucând în doar 19 meciuri de ligă în sezonul 1958–1959. În următorul sezon a prins doar 15 partide, Suart aducându-l ca înlocuitor pe poziția din teren pe Arthur Kaye, folosindu-l și pe Steve Hill pe poziția de outside-right. A prins mai multe meciuri în sezonul 1960–1961, mai exact 27 de meciuri de ligă, clubul reușind cu greu să se salveze de la retrogradare având cu un punct mai mult decât prima echipă retrogradată, Newcastle United.

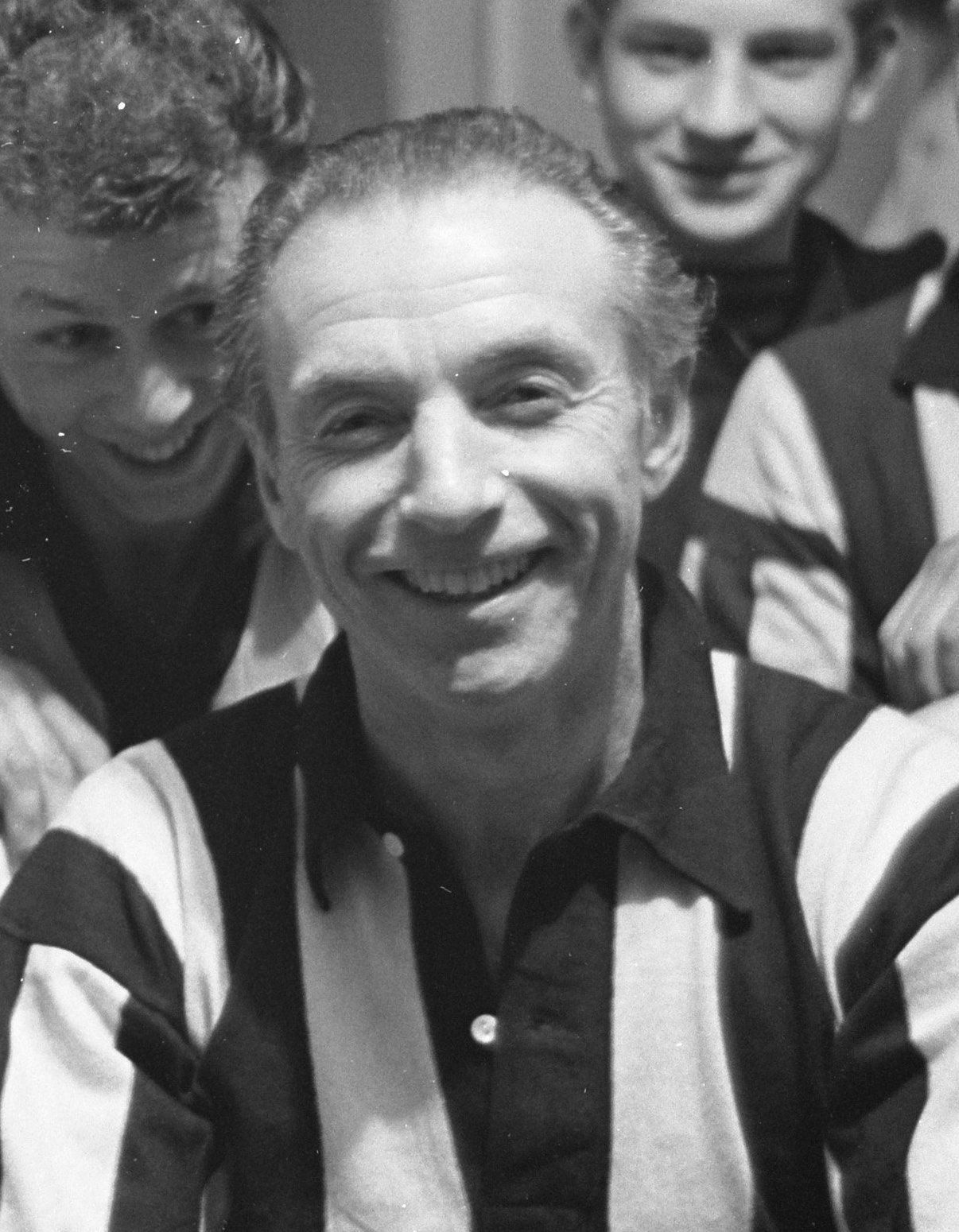
Stanley Matthews în 1962

A început sezonul 1961-1962 ca rezervă a lui Hill, fiind titular doar în victoria cu 4–0 obținută în fața lui Chelsea după ce Hill s-a accidentat. A jucat cel de-al 440-lea și ultimul meci în tricoul lui Blackpool în înfrângerea cu 3–0 suferită în fața lui Arsenal pe 7 octombrie 1961. A fost un ultim meci agreabil, deoarece lui Matthews îi plăcea să joace împotriva lui Arsenal, având „multe amintiri frumoase” pe Highbury. Cu fostul coechipier și prieten apropiat Jackie Mudie la Stoke City, și cu Tony Waddington dornici să-l aibă pe Matthews înapoi pe Victoria Ground, transferul său la echipa sa locală s-a îndeplinit. Matthews nu a fost impresionat de faptul că Blackpool a cerut £3.500 ca sumă de transfer, mai ales că o persoană din conducerea echipei i-a transmis faptul că „Tu uiți. Noi te-am făcut fotbalist.” Accidentarea și durerile neplăcute suferite de Matthews la genunchi au fost ținute secrete, iar Blackpool și-a primit cele 3.500 de lire pentru jucător.

### Întoarcerea la Stoke
La Stoke, Matthews s-a regăsit jucând în a doua divizie pentru prima dată după 28 de ani. Deși Stoke nu stătea bine cu lichiditățile, Tony Waddington i-a oferit un contract pe doi ani cu un salariu de £50 pe săptămână – dublu față de cât primea la Blackpool. Semnarea contractului a fost difuzată în direct la Sportsweek, cu Waddington șoptindu-i în ureche „Bine te-ai întors acasă, Stan. De ani buni clubul ăsta nu merge în nici o direcție. Acum suntem pe drumul cel bun”. Stanley Matthews a debutat pe 24 octombrie 1961, când Stoke a jucat cu Huddersfield Town pe Victoria Ground. Au venit la stadion 35.974 de spectatori – mai mulți decât în meciul din etapa precedentă – iar Matthews a pasat la unul din golurile înscrise în poarta lui Huddersfield într-o victorie cu 3–0. A înscris trei goluri în 21 de meciuri în restul sezonului 1961–1962.
Waddington l-a transferat pe durul Eddie Clamp pentru a-l feri pe Matthews de accidentări în sezonul 1962–1963, cei doi devenind buni prieteni și în afara terenului. Alături de coechipierii veterani Jackie Mudie, Jimmy O'Neill, Eddie Stuart, Don Ratcliffe, Dennis Viollet și Jimmy McIlroy, Stoke a avut cea mai bătrână echipă din the Football League. Matthews a înscris un singur gol în acest sezon, chiar în ultimul meci al acestuia, în victoria cu 2-0 în fața celor de la Luton Town, rezultat care i-a adus lui Stoke promovarea în primul eșalon fotbalistic englez. Stoke a câștigat a doua divizie, iar Matthews a fost votat Fotbalistul FWA al anului pentru a doua oară în carieră, la cincisprezece ani după ce a fost primul câștigător al acestui premiu.
După o altă accidentare survenită în luna ianuarie, a ratat tot returul sezonului 1963–1964, ratând și Finala Cupei Ligii din 1964 pierdută în fața lui Leicester City. Dându-și seama că accidentările tot mai dese la genunchi, din care în trecut își revenea după doar o zi, necesită mai mult de două săptămâni de recuperare, Matthews a decis să se retragă după încă un sezon.
În sezonul 1964–65 Matthews a decis să joace pentru echipa de rezerve a celor de la Stoke City. Pe 1 ianuarie 1965 a devenit primul și singurul fotbalist în activitate care a fost ridicat în rang de cavaler (pentru servicii aduse fotbalului); deși nu s-a considerat niciodată demn de o asemenea onoare. Singurul meci în prima echipă a lui Stoke a fost și ultimul său meci din carieră în ligile engleze de fotbal; acesta a avut loc pe 6 februarie 1965, la șase zile după ce împlinise 50 de ani, fiind necesară introducerea lui din cauza accidentărilor lui Peter Dobing și a lui Gerry Bridgwood. Adversari au fost cei de la Fulham, Stoke câștigând meciul cu 3–1. Deși a simțit că s-a retras prea devreme, și că ar mai fi putut juca timp de doi ani, acest meci a fost ultimul dintr-o carieră de 35 de ani de fotbal profesionist.
Stoke City a organizat un meci de retragere în onoarea lui Matthews; el a avut nevoie de acest meci pentru că a fost constrâns financiar pentru o mare parte din carieră de regula salariului maxim impusă pe atunci în fotbalul englez. Meciul a avut loc pe Victoria Ground la 28 aprilie 1965, moment în care Matthews a decis să se retragă din activitatea de jucător, iar înainte de acest meci s-a jucat un alt meci între două echipe de veterani alcătuite din mulți jucători valoroși retrași din activitate. Harry Johnston a condus echipa formată din: Bert Trautmann; Tim Ward; George Hardwick; Jimmy Hill; Neil Franklin; Don Revie; Stan Mortensen; Nat Lofthouse; Jimmy Hagan; Tom Finney și Frank Bowyer (rezeervă). Walley Barnes a condus echipa adversă alcătuită din: Jimmy O'Neill; Jimmy Scoular; Danny Blanchflower; Jimmy Dickinson; Hughie Kelly; Bill McGarry; Jackie Mudie; Jackie Milburn; Jock Dodds; Ken Barnes și Arthur Rowley (rezervă).
În meciul care a fost capul de afiș al serii, au fost formate două echipe de legende, Stan XI (formată din jucători din Football League) și International XI. Selecționata internațională a câștigat cu 6–4, iar Matthews a fost aruncat în sus și cărat pe umeri de pe teren după terminarea meciului de către Puskás și Iașin. Cele două echipe au fost formate din:
| Poziție  | Jucător                    | Țară         |
| -------- | -------------------------- | ------------ |
| Portar   | Tony Waiters               | Anglia       |
| Fundaș   | Jimmy Armfield             | Anglia       |
| Fundaș   | George Cohen               | Anglia       |
| Atacant  | Johnny Haynes              | Anglia       |
| Fundaș   | Bobby Thomson              | Anglia       |
| Atacant  | Denis Law                  | Scoția       |
| Mijlocaș | Stanley Matthews (căpitan) | Anglia       |
| Atacant  | Jimmy Greaves              | Anglia       |
| Mijlocaș | Bobby Charlton             | Anglia       |
| Atacant  | Alan Gilzean               | Scoția       |
| Mijlocaș | Cliff Jones                | Țara Galilor |
| SUB      | Bryan Douglas              | Anglia       |
| SUB      | John Ritchie               | Anglia       |
| SUB      | Ray Wilson                 | Anglia       |
| SUB      | Roger Hunt                 | Anglia       |
| SUB      | Kai Johansen               | Danemarca    |

| Poziție  | Jucător                 | Țară              |
| -------- | ----------------------- | ----------------- |
| Portar   | Lev Iașin               | Uniunea Sovietică |
| Fundaș   | Karl-Heinz Schnellinger | Germania de Vest  |
| Fundaș   | Wolfgang Weber          | Germania de Vest  |
| Fundaș   | Ján Popluhár            | Cehoslovacia      |
| Mijlocaș | Josef Masopust          | Cehoslovacia      |
| Mijlocaș | Jim Baxter              | Scoția            |
| Mijlocaș | Willie Henderson        | Scoția            |
| Mijlocaș | Raymond Kopa            | Franța            |
| Mijlocaș | Alfredo Di Stéfano      | Argentina         |
| Atacant  | Ferenc Puskás           | Ungaria           |
| Atacant  | Eusébio                 | Portugalia        |
| SUB      | Hans Tilkowski          | Germania de Vest  |
| SUB      | Uwe Seeler              | Germania de Vest  |
| SUB      | Hans Schäfer            | Germania de Vest  |
| SUB      | Wolfgang Overath        | Germania de Vest  |
| SUB      | Francisco Gento         | Spania            |
| SUB      | László Kubala           | Ungaria           |
| SUB      | Godfried van den Boer   | Belgia            |

### La echipa națională
După ce a jucat pentru juniorii Angliei, într-un trial desfășurat la Roker Park în fața selecționerilor englezi, și după ce a jucat mai multe meciuri în The Football League, Matthews a debutat la echipa națională de fotbal a Angliei pe Ninian Park în 1934. În acel meci a și înscris al treilea gold n victoria cu 4-0 în fața Țării Galilor. Al doilea meci în care a jucat a fost controversata Bătălie de la Highbury cu Italia, meci în care i-a pasat decisiv lui Eric Brook la primul gol. Partida, contând pentru calificările pentru Campionatul Mondial de Fotbal, s-a încheiat cu scorul de 3–2. Italienii au transformat meciul într-o „baie de sânge”, fiind cel mai violent meci în care Matthews a fost implicat.
A treia selecție a venit în victoria cu 3-0 în fața Germaniei de pe White Hart Lane, care a avut loc la 4 decembrie 1935, fiind convocat după ce Ralph Birkett nu a mai putut juca din cauza unei accidentări; Matthews a făcut un meci mai slab față de adversarul său Reinhold Münzenberg atât pe fază ofensivă cât și pe cea defensivă. Matthews a fost ironizat de suporterii englezi și criticat de presă.
A avut de așteptat pentru o nouă selecție până pe 17 aprilie 1937, jucând pe Hampden Park în fața a 149.000 de spectatori într-un meci cu rivala Scoția. S-a simțit foarte emoționat înainte de meci, așa cum era înainte de orice meci mare. Jucând acasă, scoțienii au reușit să câștige cu 3–1 în ciuda unui meci bun prestat de formația engleză. După un alt joc împotriva Țării Galilor, Matthews a înscris un hat-trick în victoria cu 5–4 în fața Cehoslovaciei.
În 1938 a jucat în opt meciuri pentru Anglia, începând cu nouă înfrângere în fața Scoției, avându-l ca adversar pe tânărul Bill Shankly. Pentru următorul meci a călătorit până la Berlin pentru o nouă partidă în fața lui Münzenberg, fiind martor înaintea meciului la devotamentul publicului arătat față de Führer când coloana sa oficială a trecut prin fața unei cafenele în care își lua masa naționala engleză. Meciul în sine a fost unul controversat, guvernul britanic cerându-le jucătorilor să îl întâmpine pe Hitler cu salutul nazist ca parte a strategiei de împăciuire. Anglia a câștigat cu 6–3, Matthews trecându-și el însuși numele pe tabelă, descurcându-se de această dată mult mai bine ca Münzenberg. A urmat o înfrângere surprinzătoare în fața Elveției cu 2–1, urmată de o victorie cu 4–2 în fața Franței la Paris. Matthews a mai marcat în înfrângerea administrată de Țara Galilor Angliei la Cardiff, scor 4–2, apoi a jucat în victoria cu 3–0 în fața selecționatei Europa XI de pe Highbury, în victoria cu 4–0 cu Norvegia la Newcastle, și, în cele din urmă, victoria cu 7–0 în fața Irlandei pe Old Trafford.
Pe 15 aprilie 1939, s-a întors pe un Hampden Park mocirlos în care Anglia a câștigat cu 2–1 în fața a 142.000 de suporteri, servindu-l pe Tommy Lawton cu pasa decisivă care a adus golul victoriei cu patru secunde înainte de finalul meciului. În vara aceluiași an a mai jucat cu Italia, care i-a primit bine pe englezi în ciuda animozităților arătate de Benito Mussolini cu cinci ani în urmă. Din nou campioni mondiali, italienii au terminat partida de pe San Siro la egalitate, scor 2–2, înscriind golul egalizator cu un henț clar; de această dată Matthews a părăsit terenul cu o accidentare la șold. Următorul meci a fost înfrângerea cu 2–1 în fața Iugoslaviei, cu Matthews și căpitanul Eddie Hapgood ieșind de pe teren după ce s-au accidentat la începutul meciului; această accidentare l-a făcut să rateze meciul cu România.
După război, s-a întors în echipa Angliei într-un meci cu Scoția desfășurat la 12 aprilie 1947 pe Wembley, într-un meci încheiat la egalitate, scor 1-1. Au urmat meciurile cu Elveția și cu Portugalia. Anglia a fost înfrântă de Elveția, dar și-a luat revanșa în fața Portugaliei, administrându-i un usturător 10–0, meci în care Matthews a înscris cel de-al zecelea gol. În septembrie a jucat unul din cele mai bune meciuri în tricoul Angliei pasând decisiv la toate cele cinci goluri în victoria cu Belgia.
În aprilie 1948 a jucat din nou cu Anglia pe Hampden Park, ajutându-și naționala să câștige cu 2–0; totuși meciul a făcut subiectul unei anchete ale FA după ce el a pretins că banii pe ceai și biscuiți i-au fost reținuți din diurnă (șase pence). Indiferent de tratamentul celor din federația britanică, a jucat în victoria cu 4–0 în fața Italiei la Torino. Se spune că în acea partidă l-ar fi bătut pe Alberto Eliani doar pentru a-i lua pieptenele din buzunarul de la șorț pentru a se pieptăna; el susține că de fapt și-a folosit mâna pentru a-și șterge sprâncenele transpirate din cauza soarelui italian toropitor. Această legendă l-a urmat de-a lungul vieții, spectatori fiind convinși că au fost martori la o asemenea scenă. Spre sfârșitul acelui an a jucat într-un amical fără goluri cu Danemarca, într-o victorie cu 6–2 în fața Irlandei de Nord, în meciul câștigat cu scorul de 1–0 cu Țara Galilor, și în triumful cu 6–0 cu Elveția.
Antrenorul Walter Winterbottom a început să caute o extremă mai defensivă, așa că l-a folosit pe Matthews o singură dată în 1949 – în înfrângerea cu 3–1 în fața Scoției din British Home Championship. Numai după ce a impresionat într-un turneu avut de federația engleză prin Canada, a fost inclus pe ultima sută de metri în lotul Angliei pentru Campionatul Mondial de Fotbal din 1950 din Brazilia. A jucat într-un singur meci, în înfrângerea scor 1–0 în fața Spaniei de pe Estádio do Maracanã. Pregătirea nu a fost una ideală deoarece FA nu a luat în serios competiția, hotelul având mâncare „inconsumabilă”. Un alt impediment a fost lipsa facilităților de antrenament.

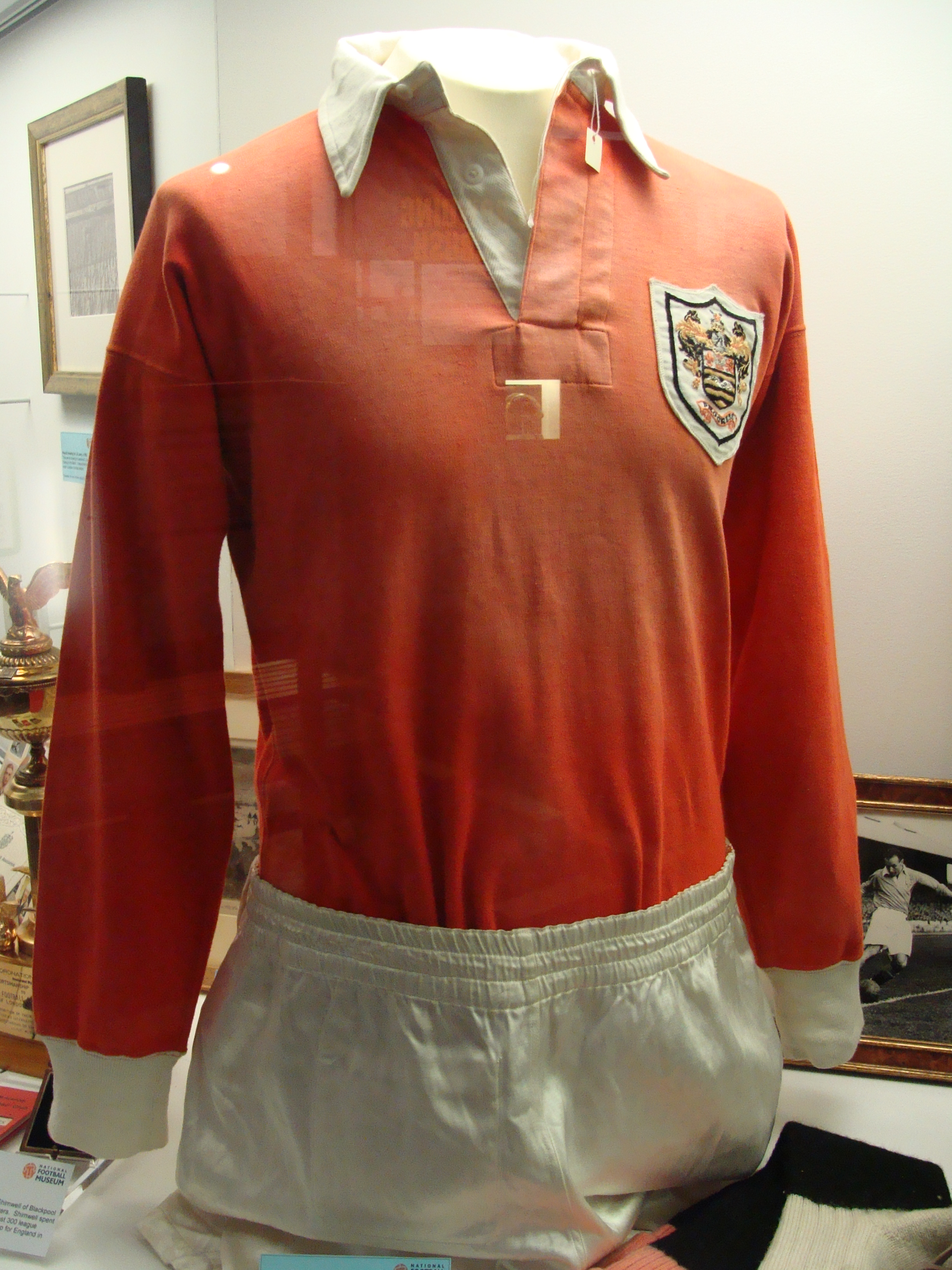
Tricoul lui Stanley Matthews din finala Cupei Angliei din 1953

După ce a jucat în numai două jocuri, 4–4 cu Europa XI și 3–1 cu Irlanda de Nord, a fost chemat din nou la lot numai după prestația excelentă din Finala Cupei Angliei din 1953. A jucat, pe 25 noiembrie 1953, împotriva Echipei de Aur a Ungariei, în înfrângerea cu 6–3 care a devenit cunoscut ca „Meciul Secolului”. El a dat vina pe FA și pe selecționer pentru înfrângere, admirându-i totodată pe unguri, mai ales pe Ferenc Puskás.
A fost convocat la Campionatul Mondial de Fotbal din 1954 din Elveția. Matthews a ajutat-o pe Anglia să încheie meciul cu Belgia la egalitate, scor 4–4, apoi a jucat în înfrângerea, scor 4–2, suferită în fața Uruguayului pe St. Jakob Stadium după mai multe gafe făcute de portarul Gil Merrick. Al treilea meci jucat în acel an a fost victoria cu 2–0 în fața Irlandei de Nord pe Windsor Park din British Home Championship 1955, neînțelegându-se bine pe teren cu Don Revie. Matthews a mai participat la victoria cu 2–0 în fața galezilor, și în cea cu 3-1 în fața campioanei mondiale de atunci, Germania de Vest, chiar dacă doar trei jucători germani au prins primul unsprezece în finală.
Anglia a învins-o pe Scoția cu 7–2 în aprilie 1955, și de această dată Matthews s-a înțeles mult mai bine cu Revie. Matthews, pe atunci în vârstă de 40 de ani, a fost creditat pentru marea diferență de scor în avantajul englezilor. În acest meci a debutat la națională Duncan Edwards; diferența de vârstă între cei doi era atât de mare încât la vremea debutului lui Matthews, Edwards încă nici nu se născuse. Matthews a jucat în mai multe meciuri slabe ale englezilor pe continentul european, printre care înfrângerile cu 1–0 în fața Franței și 3–1 în fața Portugaliei și în egalul 1–1 cu Spania. Nu a jucat cu Danemarca, dar a revenit în echipă în octombrie, în meciul terminat la egalitate, 1–1, cu Țara Galilor.
După ce a câștigat Balonul de Aur în 1956, în luna mai a aceluiași an a fost rechemat la națională pentru confruntarea cu Brazilia; Brazilia avea să ridice câștige mondialul din acel an, dar Matthews i-a ajutat pe englezi să câștige cu scorul de 4–1. A refuzat să mai participe la acțiunile naționalei din vara acelui an, dorindu-și să antreneze în Africa de Sud pentru a doua vară consecutivă. În următorul meci internațional, cel cu Irlanda de Nord din 6 octombrie 1956, a devenit cel mai bătrân jucător englez care a marcat un gol într-un meci internațional, la acea dată având vârsta de 41 de ani și 248 de zile.
A jucat în trei din cele patru meciuri de calificare contând pentru Campionatul Mondial de Fotbal 1958: 5–1 cu Irlanda, 5–2 și 4–1 cu Danemarca. La 15 mai 1957, Matthews a devenit cel mai bătrân jucător care a reprezentat Anglia. La vârsta de 42 de ani și 104 zile, el a jucat în victoria obținută în fața danezilor la Copenhaga. Deși presa a cerut ca el să participe la mondialul din 1958, selecționerul a decis să nu îl mai convoace. Niciun alt jucător nu s-a bucurat de o carieră de 23 de ani în tricoul Angliei.
A fost subiectul emisiunii This Is Your Life în 1956 fiind intervievat de Eamonn Andrews la BBC Television Theatre.

## Stil de joc
Franz Beckenbauer a afirmat că viteza și abilitățile pe care le poseda Matthews făceau ca „aproape nimeni din joc să nu poată să-l oprească”. John Charles a menționat că „a fost cel mai bun dribleur pe care l-am văzut - și el trebuia să se descurce cu mingea aceea veche și grea”. Johnny Giles a spus că „el avea de toate - un control strâns al balonului, abilități grozave de dribling și explozie puternică. Era de asemenea și un jucător inteligent, care știa când să paseze mingea”. În ciuda talentului său, faulta rar, nu era adeptul lovirii balonului cu capul și folosea mai rar stângul.
Înainte de sezonul 1937-1938 a înscris 38 de goluri în patru sezoane, ceea ce a însemnat că fundașii laterali au început să-i facă un marcaj mult mai strâns; din această cauză el a decis să se retragă mai des pentru a recupera balonul și să-l paseze coechipierilor în loc să marcheze el însuși. Deși nu a mai marcat niciodată mai mult de șase goluri într-un sezon, aceasta l-a făcut un jucător ofensiv mult mai eficient și un pericol mai mare în fața oricărei echipe adverse.
În fiecare dimineață, începând cu ora 7, și indiferent de vreme, el alerga pe plajele din Blackpool. El își turna plumb în papuci, pentru ca atunci când alerga încălțat cu ghete de fotbal, să-și simtă picioarele mai ușoare, dându-i impresia că ar putea alerga mai rapid. Antrenându-se intens, la mijlocul anilor '50 și-a permis să se antreneze mai lejer deoarece nivelul de fitness i s-a înrădăcinat în corp. Nu fuma și era conștiincios în ceea ce privește mâncarea și băuturile consumate, menținându-și un regim de antrenament strict din copilărie până la o vârstă înaintată. Singura dată când se cunoaște faptul că a consumat alcool a fost când a băut șampanie din Cupa Angliei în 1953.
Pe lângă atenția la dietă și fizic, el a acordat o mare atenție și echipamentului său de joc. În sezonul 1950-1951 Blackpool a încheiat o înțelegere de sponsorizare cu Co-op, dar el a insistat să poarte o pereche de ghete mult mai ușoară pe care le-a descoperit jucând la Campionatul Mondial, și care, la acea vreme, nu se găseau de cumpărat în Anglia. El a purtat ghete personalizate până la retragere, deși era nevoit să le schimbe des, în fiecare sezon, fiind fragile.
Fiind pasionat de studiul fotbalului, la CM 1950 Matthews a asistat la partidele Braziliei și Uruguayului după eliminarea Angliei. Echipa națională, antrenorul și presa s-au întors acasă, dar el a rămas, declarând că restul „și-au îngropat capetele în nisip”. De fapt el obișnuia să condamne comportamentul conducerii federației engleze, considerându-i „prea conservatori”, aducând ca argumente proveniențele din vechiul Eton, neseriozitatea jucătorilor și a suporterilor, aroganța lor de a ignora competițiile pe care nu le puteau controla (precum Campionatul European și cel Mondial) și, în special, natura lor conservatoare (au respins folosirea nocturnei în 1952 deși se descoperiseră surse artificiale de iluminare încă din 1878, și insistența lor de a folosi echipamente de joc învechite precum ghetele grele și întărite). După ce federația engleză a alocat numai 12.000 din cele 100.000 de bilete pentru finala Cupei Angliei din 1953 suporterilor lui Blackpool, Matthews a declarat că „Nu m-am putut decide dacă cei care au luat această decizie au fost niște capete seci sau pur și simplu nu le pasă de adevărații suporteri care erau sufletul jocului”.
Nu a primit niciun cartonaș galben sau roșu în întreaga sa carieră, coechipierul Jimmy Armfield observând faptul că Matthews nu se baza pe multe clinciuri fizice, preferând să-și lase adversarii să încerce să-l scoată din joc prin fault. A experimentat toată gama de emoții pe care o experimentează orice fotbalist, dar întotdeauna și-a păstrat calmul, nelăsând temperamentul sau emoțiile să-i afecteze jocul.

## Cariera de antrenor și manager
Matthews a fost numit manager general al rivalilor lui Stoke, Port Vale, în iulie 1965, alături de bunul său prieten Jackie Mudie; Matthews nu a fost plătit, dar i s-au decontat cheltuielile. Cei doi doreau să aducă mai mulți tineri talentați și să încerce să vândă câte unul sau doi jucători în fiecare an pentru a îmbunătăți situația financiară a clubului, în același timp încercând să promoveze într-o ligă superioară; în autobiografia sa a menționat că ar fi vrut să obțină la Vale ceea ce a reușit Dario Gradi la Crewe Alexandra. Matthews a căutat jucători în North East England și în Scoția Centrală, unde l-a descoperit pe talentatul atacant Mick Cullerton, dar l-a trecut cu vederea pe tânărul Ray Kennedy.
Primind control managerial deplin după demisia lui Mudie în mai 1967, Matthews nu a putut să-și conducă clubul spre succes. Ba mai mult, Port Vale a fost amendată cu £4.000 în martie 1968 și a fost exclusă din Football League pentru nereguli financiare. S-a folosit de faima sa pentru a convinge celelalte cluburi din Football League s-o reprimească pe Vale, reușind acest lucru. Și-a dat demisia din poziția de manager în mai 1968, și deși clubul îi datora peste £9.000 reprezentând salarii și cheltuieli, a fost de acord să rămână pe Vale Park din postura de antrenor al echipei de tineret. În decembrie 1970, Matthews a primit doar £3.300 din cele £7.000 datorate atunci. Jucătorul Roy Sproson a declarat că „el [Matthews] a avut încredere în oameni în care nu ar fi trebuit să o aibă și ei au profitat de el. Sunt convins că mulți au profitat de el, în timp ce clubul o lua la vale.” Această experiență „i-a lăsat un gust amar”, făcându-l să nu mai preia niciodată poziția de manager a unei alte echipe din fotbalul englez.
Matthews și-a dedicat vara fiecărui an între 1953 și 1978 antrenării copiilor săraci din Africa de Sud, Nigeria, Ghana, Uganda și Tanzania. În timp ce antrena în Soweto în 1975, a ignorat apartheidul formând o echipă numai din fotbaliști de culoare cunoscută ca „Oamenii lui Stan”. Jucătorii i-au transmis faptul că visul lor era să joace în Brazilia, așa că Matthews a organizat o călătorie; a fost prima echipă formată din jucători de culoare care a ieșit din Africa de Sud. Nu a avut bani să finanțeze călătoria, dar a reușit prin relațiile sale să atragă sponsori precum Coca-Cola și Johannesburg Sunday Times. Autoritățile sud-africane nu au vrut să provoace un scandal internațional, așa că nu i-a oprit să se îmbarce pe avionul cu destinația Rio de Janeiro, unde aveau să-l întâlnească pe legendarul jucător Zico. În acea excursie l-a întâlnit și pe Ronnie Biggs. La întoarcere, căpitanul „Oamenilor lui Stan”, Gilbert Moiloa, l-a numit „omul negru cu fața albă”.
A jucat ultimul meci de fotbal în anul 1985 pentru Veteranii Angliei XI împotriva Veteranilor Braziliei XI în Brazilia, la vârsta de 70 de ani; englezii au pierdut cu 6-1 primind goluri de la Amarildo, Tostão și Jairzinho. În timpul acelui meci și-a rupt un cartilaj, menționând autorionic în autobiografie că astfel, „o carieră promițătoare s-a încheiat atât de repede”.

## Retragerea și moartea

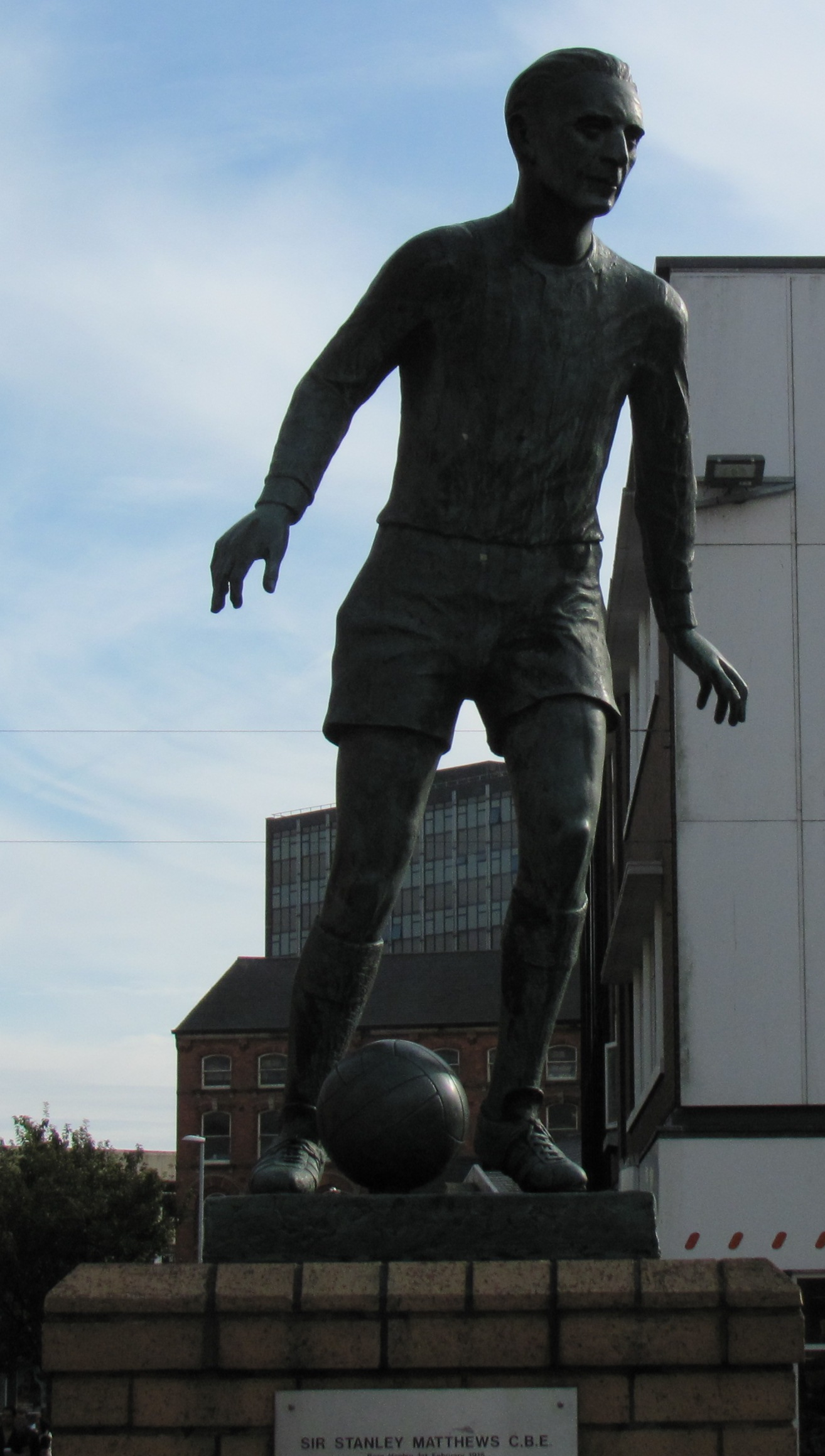
Statuia lui Stanley Matthews din centrul orașului Hanley.

Călătorind în jurul lumii ca antrenor în Australia, Statele Unite, Canada și în special în Africa, s-a întors în Stoke-on-Trent cu soția sa Mila în 1989. A mai îndeplinit funcția de președinte al Stoke City și vice-președinte onorific al lui Blackpool.
Matthews a murit pe 23 februarie 2000, la vârsta de 85 de ani, după ce s-a îmbolnăvit într-o vacanță avută în Tenerife. Mila murise cu un an mai înainte. Boala de care a suferit pentru prima dată în 1997 a revenit, de această dată cu consecințe fatale. Moartea sa a fost anunțată la radio chiar înainte de meciul amical dintre Anglia și Argentina. A fost incinerat și s-a organizat un praznic la care au participat fotbaliști precum Bobby Charlton și Jack Charlton, Gordon Banks, Nat Lofthouse și Tom Finney. Cenușa sa a fost îngropată la centrul terenului stadionului lui Stoke City, Britannia, care s-a deschis oficial în august 1997. După moartea sa, mai mult de 100.000 de oameni au umplut străzile din Stoke-on-Trent pentru a-i aduce un ultim omagiu. În timp ce cortegiul îl însoțea pe ultimul drum de 20 de kilometri, muncitorii au lăsat uneltele jos iar elevii au stat nemișcați pentru a fi martori la acest eveniment.
Mai mulți fotbaliști i-au adus un omagiu, epilogul autobiografiei sale conținând mai multe pagini cu citate. Pelé l-a numit „omul care ne-a învățat felul în care trebuie să jucăm fotbal”, iar Brian Clough a admis că „el a fost un adevărat gentleman și nu vom mai vedea pe cineva la fel niciodată”. Portarul englez Gordon Banks a spus că „Nu cred că există cineva care să aibă un nume atât de legat de fotbalul englez”, în timp ce jucătorul german Berti Vogts a susținut că „el nu este cunoscut numai în Anglia. El este recunoscut ca un adevărat geniu al fotbalului în toată lumea”.

### Moștenire

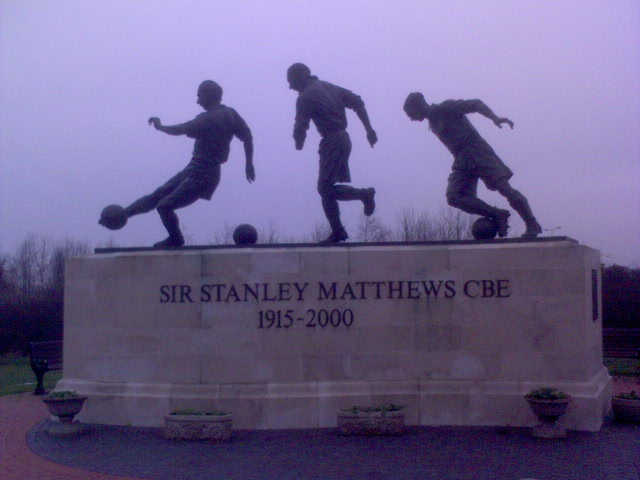
Statuia lui Stanley Matthews din fața Stadionului Britania

Matthews a fost primul jucător inclus în English Football Hall of Fame în 2002 ca recunoaștere a talentului său. Federația Internațională de Istorie și Statistică a Fotbalului l-a votat drept al unsprezecelea cel mai mare fotbalist al secolului al XX-lea. A fost inclus în Blackpool F.C. Hall of Fame pe Bloomfield Road când aceasta a fost deschisă oficial de Jimmy Armfield în aprilie 2006. Asociația Suporterilor lui Blackpool l-au votat ca unul din cei mai buni fotbaliști ai echipei din toate timpurile. Au fost incluși câte cinci jucători din fiecare deceniu; Matthews este inclus în anii '50. Tribuna de vest a stadionului lui Blackpool îi poartă numele în onoarea sa. A fost inclus și în Stoke-on-Trent Hall of Fame la inaugurarea acesteia în ianuarie 2011. O statuie reprezentându-l pe Matthews se află în fața stadionului Britannia și o alta în centrul orașului Hanley. Pe placa ultimei statui stau scrise următoarele cuvinte: „Numele său este simbolic pentru frumusețea jocului, celebritatea sa eternă, iar sportivitatea și modestia sa sunt recunoscute la nivel internațional. Un jucător magic, dintre oameni, pentru oameni.”
Colecția Stanley Matthews este ținută la Muzeul Național al Fotbalului. În februarie 2010, ghetele pe care le-a purtat la Finala Cupei Angliei din 1953 au fost vândute la licitație la Bonhams în Chester pentru £38.400 unui licitator necunoscut. Clubul de fotbal Socro United din Freetown, Sierra Leone, și-a schimbat în 1954 numele în Mighty Blackpool FC, ca admirație față de Matthews. Academia Sir Stanley Matthews din Ormiston este o instituție de învățământ din Blurton, Staffordshire, care îi poartă numele.

## Familia și viața personală
Stanley Matthews s-a născut într-o casă tipic englezească de pe strada Seymour, Hanley, Stoke-on-Trent, Staffordshire. A fost al treilea din cei patru fii ai boxerului Jack Matthews, care era cunoscut ca „Bărbierul Luptător din Hanley”. În vara anului 1921, Jack Matthews l-a dus pe Stanley, pe atunci în vârstă de șase ani, pe Victoria Ground, stadionul clubului local Stoke City, pentru o întrecere pentru băieții cu vârste sub 14 ani, cu o poziție de start diferențiată în funcție de vârstă. Tatăl său a pariat că fiul său va câștiga, ceea ce s-a și întâmplat. Matthews a urmat cursurile Școlii Wellington Road din Hanley, considerându-se „în multe feluri un elev model”. A mărturisit că jocurile pe care le juca cu ceilalți copii l-au ajutat să-și îmbunătățească driblingul, și pregătindu-i să-și aleagă „un scop, să fie disciplinați și să privească jocul ca pe o evadare din cotidian”. Acasă și-a petrecut „nenumărate ore” practicându-și driblingul printre scaunele din bucătărie pe care le ducea în grădina din spatele casei.
La vârsta de treisprezece ani a decis că vrea să fie fotbalist, deși tatăl său ar fi vrut ca fiul să-i calce pe urme și să devină boxer. După mai multe antrenamente dure care l-au făcut pe Matthews să vomite, mama sa, Elizabeth, s-a confruntat cu Jack și l-a făcut să înțeleagă că fiul lor, care mai avea un an de școală, ar trebui să-și urmeze pasiunea pentru fotbal. Tatăl său a susținut că ar trebui să fie ales la trialurile pentru England Schoolboys pentru a-și putea continua cariera fotbalistică; în această perioadă antrenorul l-a ales pe Matthews să joace pe poziția de outside-right, față de poziția preferată de Matthews, cea de fundaș central. Matthews a fost convocat de England Schoolboy împotriva Țării Galilor în 1929 în fața unei mulțimi de 20.000 de oameni la Dean Court, Bournemouth. La moartea tatălui său în 1945, Stanley i-a promis acestuia, pe patul de moarte, două lucruri: va avea grijă de Elizabeth, și că va câștiga Cupa Angliei.
În vara anului 1934, Matthews s-a căsătorit cu Betty Vallance, fiica antrenorului lui Stoke City, Jimmy Vallance. A întâlnit-o pentru prima dată la vârsta de 15 ani, când și-a serbat ziua de naștere, în prima zi ca băiat de birou la Victoria Ground. Au avut doi copii: Jean (născut la 1 ianuarie 1939) și Stanley Jr. (n. 20 noiembrie 1945), care a devenit un jucător de tenis antrenat de John Barrett. A câștigat Wimblendonul la tineret în 1962 în era open, fiind ultimul jucător englez care a reușit această performanță. Nu a avut același succes la seniori, ajungând să locuiască în Statele Unite unde a condus Four Seasons Racquet Club în Wilton, Connecticut. Jean s-a căsătorit cu Robert Gough, pe care l-au întâlnit la clubul lor de tenis, în ianuarie 1963; ea a declarat mai târziu că „A fost un tată foarte bun și un om de familie. Ne-a ținut departe de lumina reflectoarelor, fiind foarte protectiv.” În 1965, Matthews a devenit bunic după ce Jean a născut primul fiu, Matthew Gough. Ea a mai avut doi copii: fiicele Samantha și Amanda. Gough l-a făcut pe Matthews străbunic în 1999, când soția sa l-a născut pe Cameron. Matthews a mai avut alți șase stră-nepoți.
În 1967, în timpul unui turneu al echipei Port Vale în Cehoslovacia, Matthews a întâlnit-o pe Mila, interpretul echipei, pe atunci în vârstă de 40 de ani. Matthews era încă însurat cu Betty, dar fiind convins că și-a găsit adevărata dragoste în Mila, a divorțat. El și Mila și-au petrecut următorii ani locuind în mai multe locuri din Malta (în special în Marsaxlokk), Africa de Sud și Canada. Au călătorit foarte mult datorită meseriei de antrenor lui Matthews dar și a invitațiilor primite. După ce Mila a murit în 1999 la vârsta de 71 de ani, conform lui Les Scott (care l-a ajutat pe Matthews să-și scrie autobiografia), Matthews „nu a mai fost niciodată la fel”.
„„Ambițios, hotărât, glumeț, generos și, pentru toată faima lui de pe pământ ca omul care a adus bucurie în casele oamenilor în speranța de a le ușura viețile grele de muncitori.””—Les Scott descriind personalitatea lui Matthews în epilogul autobiografiei sale.

## Autobiografie
Autobiografia lui Matthews, intitulată The Way It Was (română Așa cum a fost), a fost lansată de Headline în 2000. Volumul i-a fost dedicat soției sale Mila, care a murit cu un an înainte de publicare. Matthews, pe atunci în vârstă de 84 de ani, a colaborat cu Les Scott, prietenul său timp de 10 ani, în redactarea cărții, care a luat 18 luni și care a fost scrisă aproape zilnic. „Stan, așa cum a fost, în toată viața sa, om matinal”, a scris Scott în epilog. „Colaborarea noastră dura până după ora unsprezece dimineața, fără ezitare, în adăpostul său. I-a plăcut să lucreze la carte, și, după ce l-am lăsat, m-a mai sunat pentru a-mi oferi alte detalii sau anecdote.”

## Titluri

### Club
Blackpool
- Cupa Angliei (1): 1953
- Finalist al Cupa Angliei (2): 1948, 1951
- Locul secund în Football League First Division (1): 1955–1956

Stoke City
- Football League Second Division (2): 1932–1933, 1962–1963

### Națională
Anglia
- British Home Championship (9): 1935[a], 1938, 1939[a], 1947, 1948, 1950, 1952[a], 1954, 1955

a. ^ Titlul a fost împărțit cu Scoția în 1935, cu Țara Galilor și Scoția în 1939, și cu Țara Galilor în 1952.

### Individual
- Fotbalistul FWA al anului: 1948, 1963
- Balonul de Aur: 1956
- CBE: 1957
- Knight Bachelor: 1965
- English Football Hall of Fame: 2002

## Statistici
| Sezon            | Club             | Divizie          | Ligă    | Ligă   | Cupa Angliei | Cupa Angliei | Total   | Total  |
| Sezon            | Club             | Divizie          | Meciuri | Goluri | Meciuri      | Goluri       | Meciuri | Goluri |
| ---------------- | ---------------- | ---------------- | ------- | ------ | ------------ | ------------ | ------- | ------ |
| 1931–32          | Stoke City       | Second Division  | 2       | 0      | 0            | 0            | 2       | 0      |
| 1932–1933        | Stoke City       | Second Division  | 15      | 1      | 0            | 0            | 15      | 1      |
| 1933–1934        | Stoke City       | First Division   | 29      | 11     | 4            | 4            | 33      | 15     |
| 1934–1935        | Stoke City       | First Division   | 36      | 10     | 1            | 1            | 37      | 11     |
| 1935–1936        | Stoke City       | First Division   | 40      | 10     | 5            | 0            | 45      | 10     |
| 1936–1937        | Stoke City       | First Division   | 40      | 7      | 2            | 0            | 42      | 7      |
| 1937–1938        | Stoke City       | First Division   | 38      | 6      | 3            | 0            | 41      | 6      |
| 1938–1939        | Stoke City       | First Division   | 36      | 2      | 2            | 0            | 38      | 2      |
| 1939-1940        | Stoke City       | First Division   | 3[a]    | 0      | 0            | 0            | 3       | 0      |
| 1945–1946        | Stoke City       | First Division   | 0       | 0      | 8            | 0            | 8       | 0      |
| 1946–1947        | Stoke City       | First Division   | 23      | 4      | 5            | 1            | 28      | 5      |
| 1947–1948        | Blackpool        | First Division   | 33      | 1      | 6            | 0            | 39      | 1      |
| 1948–1949        | Blackpool        | First Division   | 25      | 3      | 3            | 0            | 28      | 3      |
| 1949–1950        | Blackpool        | First Division   | 31      | 0      | 3            | 0            | 34      | 0      |
| 1950–1951        | Blackpool        | First Division   | 36      | 0      | 8            | 0            | 44      | 0      |
| 1951–1952        | Blackpool        | First Division   | 18      | 1      | 1            | 0            | 19      | 1      |
| 1952–1953        | Blackpool        | First Division   | 20      | 4      | 7            | 1            | 27      | 5      |
| 1953–1954        | Blackpool        | First Division   | 30      | 2      | 7            | 0            | 37      | 2      |
| 1954–1955        | Blackpool        | First Division   | 34      | 1      | 1            | 0            | 35      | 1      |
| 1955–1956        | Blackpool        | First Division   | 36      | 3      | 1            | 0            | 37      | 3      |
| 1956–1957        | Blackpool        | First Division   | 25      | 2      | 4            | 0            | 29      | 2      |
| 1957–1958        | Blackpool        | First Division   | 28      | 0      | 1            | 0            | 29      | 0      |
| 1958–1959        | Blackpool        | First Division   | 19      | 0      | 6            | 0            | 25      | 0      |
| 1959–1960        | Blackpool        | First Division   | 15      | 0      | 0            | 0            | 15      | 0      |
| 1960–1961        | Blackpool        | First Division   | 27      | 0      | 1            | 0            | 28      | 0      |
| 1961–1962        | Blackpool        | First Division   | 2       | 0      | 0            | 0            | 2       | 0      |
| 1961–1962        | Stoke City       | Second Division  | 18      | 2      | 3            | 1            | 21      | 3      |
| 1962–1963        | Stoke City       | Second Division  | 31      | 1      | 0            | 0            | 31      | 1      |
| 1963–1964        | Stoke City       | First Division   | 9       | 0      | 4            | 1            | 13      | 1      |
| 1964–1965        | Stoke City       | First Division   | 1       | 0      | 0            | 0            | 1       | 0      |
| Total Blackpool  | Total Blackpool  | Total Blackpool  | 379     | 17     | 49           | 1            | 428     | 18     |
| Total Stoke City | Total Stoke City | Total Stoke City | 318     | 54     | 37           | 8            | 355     | 62     |
| Total carieră    | Total carieră    | Total carieră    | 697     | 71     | 86           | 9            | 783     | 80     |

| Anglia | Anglia  | Anglia |
| An     | Meciuri | Goluri |
| ------ | ------- | ------ |
| 1934   | 2       | 1      |
| 1935   | 1       | 0      |
| 1936   | 0       | 0      |
| 1937   | 3       | 4      |
| 1938   | 8       | 3      |
| 1939   | 3       | 0      |
| 1940   | 0       | 0      |
| 1941   | 0       | 0      |
| 1942   | 0       | 0      |
| 1943   | 0       | 0      |
| 1944   | 0       | 0      |
| 1945   | 0       | 0      |
| 1946   | 0       | 0      |
| 1947   | 6       | 1      |
| 1948   | 6       | 1      |
| 1949   | 1       | 0      |
| 1950   | 2       | 0      |
| 1951   | 1       | 0      |
| 1952   | 0       | 0      |
| 1953   | 3       | 0      |
| 1954   | 5       | 0      |
| 1955   | 5       | 0      |
| 1956   | 5       | 1      |
| 1957   | 3       | 0      |
| Total  | 54      | 11     |

a. ^ Aceste trei meciuri au fost jucate înainte ca fotbalul competițional să fie suspendat datorită izbucnirii celui de-al Doilea Război Mondial și nu au fost incluse în total.
b. ^ Statisticile internaționale și naționale sunt preluate din autobiografia lui Stanley Matthews: